# Чалма (језеро)
Чалма је језеро које је смештено око 3 km од истоименог села, а припада општини Сремска Митровица. Од центра општине удаљено је 16, а од Београда око 75 km. Смештено на надморској висини од 110 метара, језеро Чалма је језеро мале површине и састављено је од три међусобно спојена језера. Иако је туристички доста неприступачно и неатрактивно, језеро је веома значајно у погледу разноврсности животињског света који живи у њему. Обале језера су благо стрме и на њима се налазе обрадиве површине.